# Józef Parnas (adwokat)
Józef Parnas (ur. 1870 w Iwanówce k. Janowa pod Trembowlą, zm. w październiku 1941 we Lwowie) – polski adwokat, działacz społeczności żydowskiej we Lwowie.

## Życiorys
Pochodził z żydowskiej rodziny ziemiańskiej. Ukończył studia prawnicze na Uniwersytecie Lwowskim, uzyskując tytuł doktora praw. Od 1901 prowadził kancelarię adwokacką we Lwowie (później do spółki z bratem Emilem). W czasie I wojny światowej walczył w armii austro-węgierskiej, w stopniu rotmistrza kawalerii. W 1918, jako ochotnik, zgłosił się do Wojska Polskiego. W dwudziestoleciu międzywojennym był związany z żydowską gminą wyznaniową we Lwowie, której komisarycznym zarządcą pozostawał od lutego 1937 do 1938. Trzykrotnie był prezesem zarządu B’nai B’rith we Lwowie. Opowiadał się za asymilacją ludności żydowskiej w państwie polskim. Był radnym miasta Lwowa (1919–1939), wiceprezesem Komisji dla Spraw Bezrobocia oraz działaczem Ligi Obrony Powietrznej i Przeciwgazowej, w 1931 został członkiem zarządu komitetu wojewódzkiego lwowskiego. 
Po utworzeniu getta we Lwowie w lipcu 1941 mianowano go przewodniczącym Judenratu, którym pozostał do października 1941, gdy za odmowę dostarczenia ludności żydowskiej do obozów pracy został zamordowany przez Niemców w więzieniu przy ulicy Łąckiego we Lwowie. 

## Ordery i odznaczenia
- Złoty Krzyż Zasługi (13 maja 1933)[5]